# Xanthodelphax
Xanthodelphax är ett släkte av insekter som beskrevs av Wagner 1963. Xanthodelphax ingår i familjen sporrstritar.
Kladogram enligt Catalogue of Life och Dyntaxa:
| Xanthodelphax | \| \| Xanthodelphax flaveola \| \| \| \| \| \| Xanthodelphax flaveolus \| \| \| \| \| \| Xanthodelphax hellas \| \| \| \| \| \| Xanthodelphax optima \| \| \| \| \| \| Xanthodelphax straminea \| \| \| \| \| \| Xanthodelphax stramineus \| \| \| \| \| \| Xanthodelphax xantha \| \| \| \| |
|               | \| \| Xanthodelphax flaveola \| \| \| \| \| \| Xanthodelphax flaveolus \| \| \| \| \| \| Xanthodelphax hellas \| \| \| \| \| \| Xanthodelphax optima \| \| \| \| \| \| Xanthodelphax straminea \| \| \| \| \| \| Xanthodelphax stramineus \| \| \| \| \| \| Xanthodelphax xantha \| \| \| \| |
|               | Xanthodelphax flaveola |
|               | |
|               | Xanthodelphax flaveolus |
|               | |
|               | Xanthodelphax hellas |
|               | |
|               | Xanthodelphax optima |
|               | |
|               | Xanthodelphax straminea |
|               | |
|               | Xanthodelphax stramineus |
|               | |
|               | Xanthodelphax xantha |
|               | |